# José Milton Scheffer
José Milton Scheffer (Sombrio, 13 de setembro de 1960) é um político brasileiro, filiado ao Partido Progressista (PP).

## Carreira
Foi deputado à Assembleia Legislativa de Santa Catarina na 17ª legislatura (2011 — 2015). Nas eleições de 2014, em 5 de outubro, foi reeleito deputado estadual para a 18ª legislatura (2015 — 2019). Em 2018, foi reeleito deputado estadual para a 19ª legislatura (2019-2022).